# Дурнев, Андрей Дмитриевич
Андрей Дмитриевич Дурнев (род. 20 апреля 1955 года) — советский и российский токсиколог, директор НИИ фармакологии имени В. В. Закусова РАМН, член-корреспондент РАМН (2007), член-корреспондент РАН (2014).

## Награды
- Государственная премия Российской Федерации (в составе группы, за 1998 год) — за работу «Мутагенез у человека и предупреждение его эффектов в современных экологических условиях»[1]